# Aspirador robótico

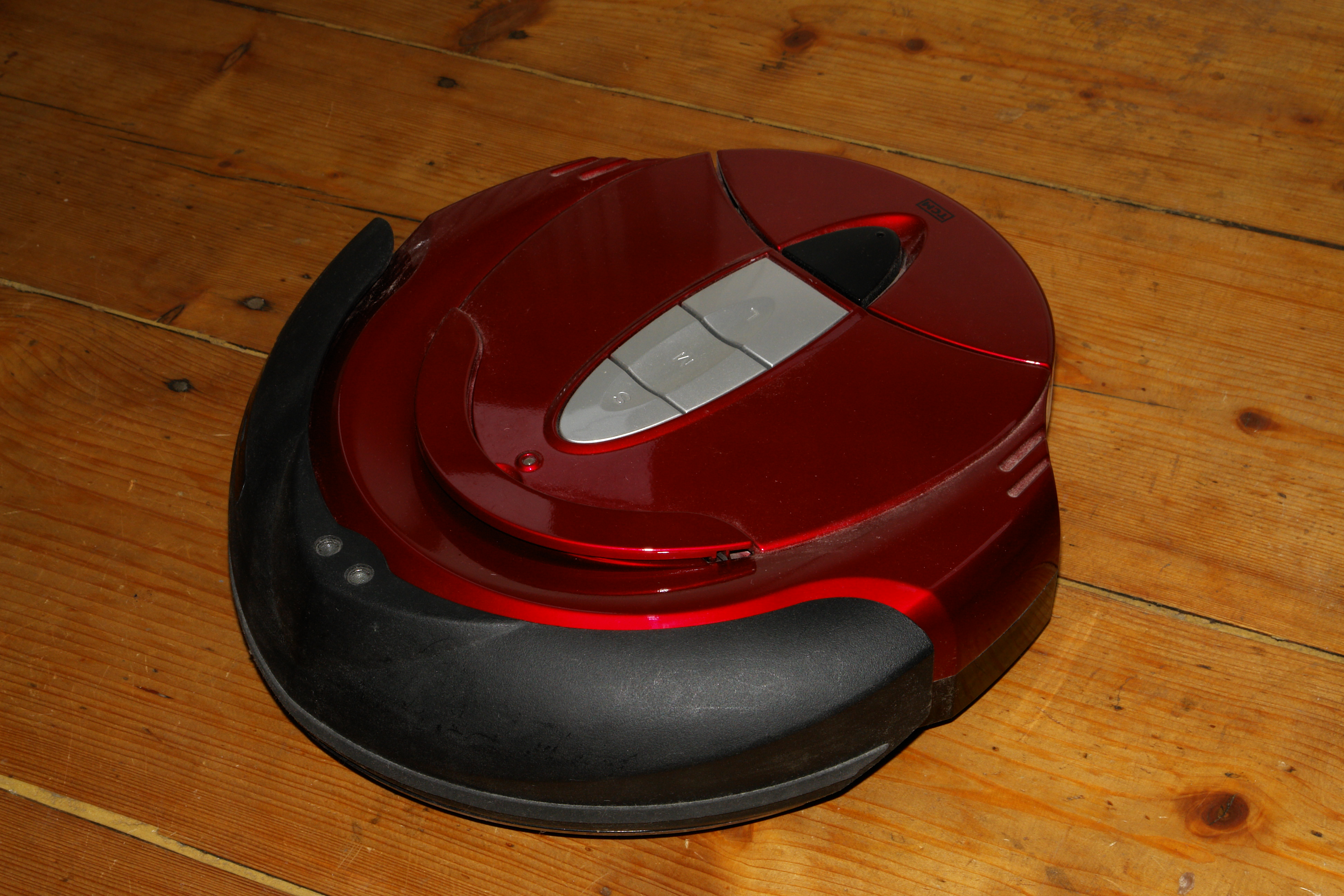
Aspirador robótico

Un aspirador robótico es un aspirador robótico autónomo, que cuenta con una programación inteligente y un limitado sistema de limpieza. El diseño original incluía la operación manual a través del control remoto y un modo "auto-drive" que permitía a la máquina limpiar de forma autónoma sin control humano. Algunos diseños utilizan cepillos giratorios para alcanzar esquinas estrechas. Otros incluyen una serie de características de limpieza (limpieza, esterilización UV, etc.) junto con la aspiración.

## Historia

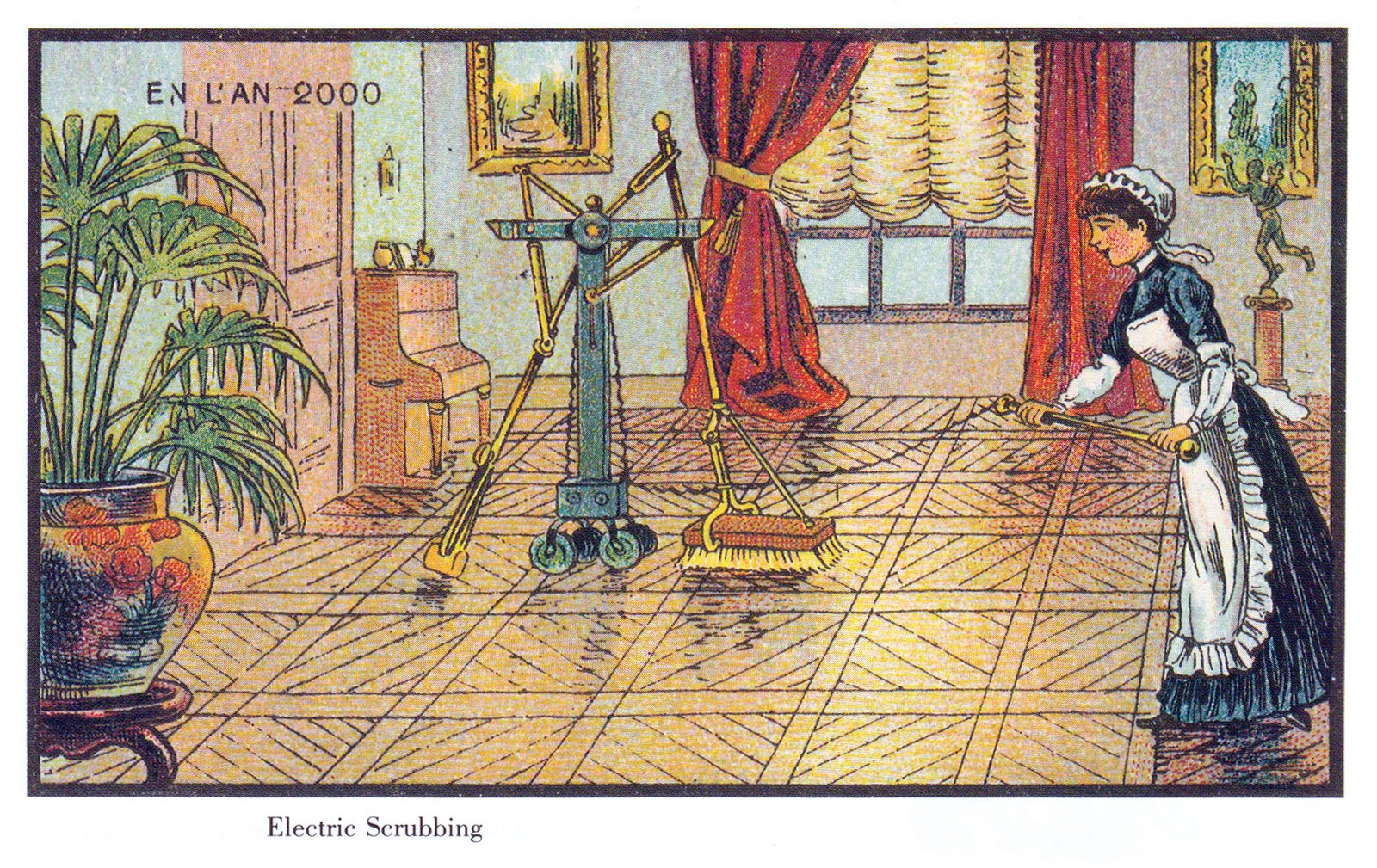
Dibujo de 1899 de un limpiador de piso eléctrico.

En 1990, tres robotistas llamados Colin Angle, Helen Greiner y Rodney Brooks fundaron IRobot. La compañía se dedicaba originalmente a hacer robots para uso militar y doméstico. El Roomba no fue el primer robot aspirador, pero si el más exitoso. Vendiendo hasta un millón de unidades en 2004. 2005 IRobot creó el scooba que es el opuesto del Roomba ya que friega suelos. Algo que no había sido creado antes. La compañía quería hacer las tareas lo más simples posible.
En 1996, Electrolux introdujo el primer "aspirador robótico", el Electrolux Trilobite. Las primeras aspiradoras robóticas funcionaron bien, pero tuvieron problemas frecuentes al chocar con objetos y detenerse cerca de las paredes y otros objetos, así como dejar pequeñas áreas sin limpiar. Como resultado, el producto original falló en el mercado y fue descontinuado. En 1997, apareció, en el programa científico de la BBC, Tomorrow's World, una de las primeras versiones de la aspiradora Trilobite de Electrolux.
En 2001, Dyson construyó y demostró un robot aspirador conocido como DC06. Sin embargo, debido a su alto precio, nunca fue lanzado al mercado. Electrolux lanzó la aspiradora robótica Trilobite. La aspiradora robótica se lanzó a un precio de $1,800.00. Había dos modelos: El ZA1 y el ZA2.
En 2002, iRobot, una compañía de tecnología adelantada americana, lanzó el Roomba. El Roomba podía cambiar de dirección cuando se encontraba con un obstáculo, detectaba puntos sucios en el piso y detectaba caídas pronunciadas para evitar que se cayera por las escaleras. Se hizo popular muy rápido, lo que hizo que otras empresas reconsideraran la idea de una aspiradora robótica.
Desde 2002, aparecieron nuevas variaciones de  aspiradores en el mercado. Por ejemplo, el aspirador robótico canadiense BObsweep que tenía fregonas y aspiradores, o el Neato Robotics XV-11, aspirador robótico que utiliza visión láser en lugar del ultrasonido tradicional de los modelos base.
Una ventaja de usar una aspiradora robótica es que es silencioso en comparación con las aspiradoras normales. Además, se consideran más convenientes de usar debido al hecho de que puede aspirar por sí solo. Las aspiradoras robóticas se pueden mantener debajo de las camas, escritorios, armarios, mientras que una aspiradora común requiere una gran cantidad de espacio. Sin embargo, una desventaja de la aspiradora robótica es que necesita más tiempo aspirar un área debido a lo pequeño que es. También son relativamente caros.

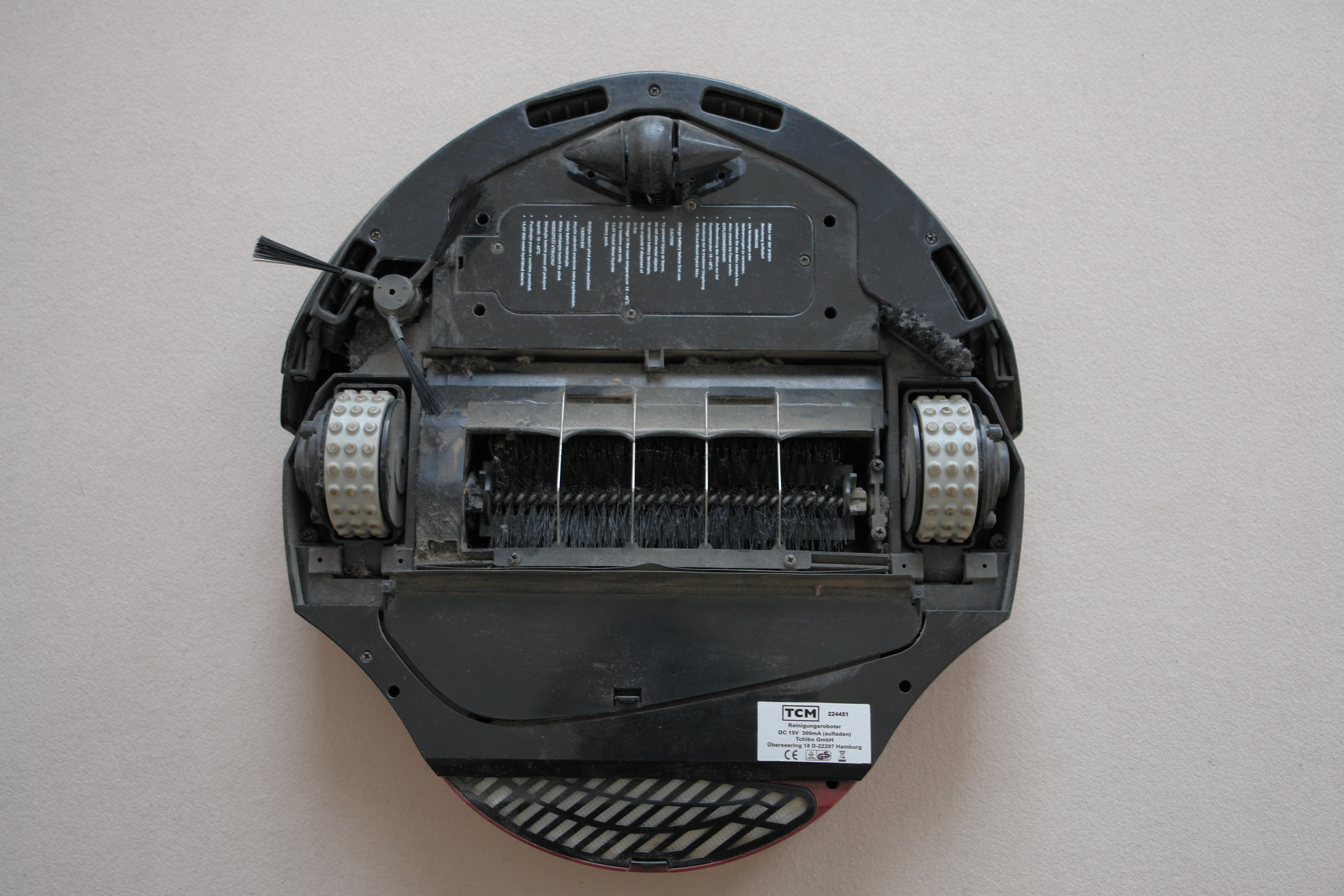
Un robot de limpieza visto desde abajo.

Inicialmente, iRobot decidió producir 15 000 unidades y otras 10.000 unidades más que dependían del éxito del lanzamiento. El Roomba se convirtió inmediatamente en una gran sensación para el consumidor. Para la temporada navideña, iRobot produjo 50,000 unidades para satisfacer la demanda de vacaciones. Después de este éxito, los principales minoristas especializados, así como más de 4,000 puntos de venta tales como Target, Kohl's y Linens 'n Things, comenzaron a llevar el Roomba.
En 2014, Dyson anunció el lanzamiento de su nuevo aspirador robótico llamado Dyson 360 Eye, equipado con una cámara de 360 grados que está montada en la parte superior del robot aspirador y que debe proporcionar una mejor navegación que otras marcas. El aspirador del robot se programó para un lanzamiento exclusivo para Japón en la primavera de 2015, con lanzamientos internacionales que se realizarán más adelante en el año. Además, Dyson anunció que el 360 Eye tiene el doble de succión que cualquier otro robot aspirador. Dyson está liderando el mercado del aspirador robótico hacia los objetivos de lograr una unidad confiable y capaz. La compañía está invirtiendo en robótica e inteligencia artificial para producir mejores aspiradoras robotizadas en los próximos años. Se ha iniciado el establecimiento de un nuevo campus en el Reino Unido que requerirá una fuerza laboral de alrededor de 7.000 personas y una inversión de £ 330 millones para crear un centro de investigación más amplio en Singapur que se centre en "tecnología conectada y máquinas inteligentes".
El CEO de iRobot Colin Angle afirmó en 2016 que el 20% de los aspiradores en todo el mundo eran robots, y para el año siguiente, se calculaba que el 23% de los aspiradores eran robots. En 2018, según el CEO de PerceptIn, Zhe Zhang, los robots seguían teniendo dificultades para mover los obstáculos, como la suciedad del perro, los cables y los zapatos. En 2019, según Amazon, los robots siguen situándose cómo uno de los productos más vendidos en el comercio en línea en España.
En 2020, empiezan a aparecer robots aspiradores que utilizan inteligencia artificial avanzada como es el caso del S6 MaxV de la marca Roborock, que emplea una IA para reconocer los objetos a su alrededor. La IA lleva la eficiencia de navegación de los robots a otro nivel, gracias a que le otorga la habilidad de identificar y evadir objetos en los que el riesgo de quedarse atascado es muy alto (cables, calcetines, etc.).

## Modelos

### iRobot y Braava
El iRobot se estrenó por primera vez con el robot auto-trapeador, Scooba, en 2005. El robot fue creado para ser un trapeador autorregulador. El Scooba pasaría por muchos cambios diferentes a través de los años. Incluyendo el Scooba 450, lanzado en 2014. En 2016, iRobot descontinuó la línea Scooba en favor de Braava.
Braava tiene un cargador de pared implementado, no tiene sensores y utiliza hisopos de algodón para limpiar o cepillos. En 2018 el Braava Jet 240 recibió su propia aplicación. Las ventas de Braava habían aumentado un 65 por ciento desde 2016.
Braava 380T es un modelo alto de las etapas tardías del iRobot. El Braava 380T tiene la capacidad de hacer dos opciones a la vez, los cuales son, barrer y fregar.  El dispositivo tiene la eficacia para aguantar una vida de batería de hasta alrededor 4 horas. iRobot Braava 380T usa una tecnología innovadora llamada “navegación de Estrella Del norte”.  La Estrella Del norte en este contexto es un cubo de tecnología especial. El cubo da una señal que iRobot usa para colocarse en la habitación. Sabe exactamente en qué parte de la habitación está y qué parte de esta queda por barrer y fregar. El fabricante lo describió como sistema de GPS para robots de casa.

### Cecotec Conga
El Cecotec Conga es el robot aspirador más conocido de tecnología diseñada en España, alcanzando el número uno de ventas en Amazon, al situarse su precio por debajo de la frontera de los 200€ en algunos de sus modelos más básicos como los que forman la serie 1000 y 2000. Actualmente la marca Valenciana ya comercializa la serie 9000 que incluye sistemas de mucha mayor precisión e inteligencia artificial.
En muchos de los casos, la marca española ha sido capaz de plantarle cara a las grandes multinacionales como iRobot o Samsung. Uno de los modelos que más destacó fue el Conga 3090, con capacidad de aspirar, fregar, barrer y pasar la mopa al mismo tiempo.Su avanzado sistema de navegación láser le permite manejar toda la casa de una manera eficiente y ordenada, y sus 2000 Pa de succión le permiten llevarse casi todo de una pasada.
Otros modelos son:
Conga 990 excellence 
Conga 1290, 1390, 1490
Conga 2499
Conga 3090
Conga 4690
Conga 7090
Conga 8090
Conga 11090 Spin Revolution

### Xiaomi y Roborock
En ese camino le ha seguido Xiaomi, incluyendo la limpieza por mapeo láser. Y es que la marca china ha irrumpido en el mercado con dos gamas de alta tecnología: la suya propia y la que produce Roborock, empresa de la que es accionista y que da nombre a algunos de sus mejores robots como el S5max o el S6maxV.

### Eufi
Los RoboVacum son la apuesta de la compañía americana Eufy, que en 2021 contaba con 2 modelos en el mercado: El RoboVac 30C, considerado por muchos uno de los mejores del año 2019, y el RoboVac L70 Hybrid, capaz de aspirar y fregar al mismo tiempo.

## Características principales

### Salud
UV Esterilización y filtro HEPA.

### Modos de limpieza
Los tipos de limpieza generalmente incluyen el modo automático para la limpieza general, el modo programado, el turbo (limpieza máxima), la limpieza de  rodapié  y esquinas, el modo de limpieza de áreas para la limpieza de áreas designadas, el modo puntual o en espiral para la limpieza de manchas en una zona en particular y el modo remoto. permitiendo al usuario dirigir el robot a un lugar particularmente sucio.

### Fregado
Algunos modelos también pueden aspirar de forma autónoma y fregar un piso en una sola pasada (combo de barrido y fregado).
El agua podría arrastrarse gradualmente hasta la fregona, como se hace manualmente.
Un Robot fregona puede abordar múltiples superficies y viene con una variedad de modos de limpieza diferentes que le ofrecen opciones de barrido, aspirado y fregado en pisos húmedos o mojados. El Robot Mop tiene mejores resultados en la superficie de los pisos y es ideal para los tipos de pisos de madera , laminados y baldosas
Pero la realidad, es que a día de hoy los robot aspirador no han conseguido unos resultados tan óptimos como los que consiguen las personas al fregar, en cambio en el aspirado, este tipo de robots sí son muy eficaces. 
De tomas, si realmente se busca un robot que friegue, hay robots que solo están especializados en lo que sería el fregado y que sí consiguen muy buenos resultados, por ejemplo, podríamos hablar en este caso de los modelos Braava Archivado el 16 de octubre de 2021 en Wayback Machine. de iRobot.

### Cepillo central y lateral
A día de hoy, todo robot aspirador incorpora un cepillo giratorio central y un cepillo lateral. El central se utiliza para despegar la suciedad del suelo y otorgar mayor profundidad de limpieza en superficies como alfombras o tapetes; en cambio, el lateral es para que el robot pueda alcanzar los bordes y esquinas de las habitaciones. Estos cepillos suelen ser de cerdas, pero también hay versiones de goma diseñados para evitar enredos al recoger pelos de mascotas.

### Anticaída
La mayoría de robots incluyen sensores IR anti-caída y anti-choque.

### Anticolisión
Cuándo se acerca a obstáculos, automáticamente se dará la vuelta.

### Antientrelazado
Impide el robot quede enredado por los cables.

### Cartografía
Los primeros robovacs utilizaron navegación aleatoria. Esto a veces ocasionara que la unidad perdiera puntos al limpiar o no pudiera ubicar su estación base para recargarse, y no proporcionó al usuario un historial de los espacios que se limpiaron.
Modelos más sofisticados incluyen la capacidad de mapeo. La unidad puede utilizar giroscopios, cámaras, radares, y láser (sensor de distancia láser o LDS) para crear un plano del piso, los cuales pueden ser permanentemente almacenados para mayor eficacia. Estos aspiradores tienen memoria, sabiendo dónde se ha limpiado y dónde no, por lo que la eficiencia de limpieza se mejora considerablemente y la tasa de repetición se reduce significativamente.
Los modelos con una función de planos múltiples pueden almacenar varios planos de planta.

### Líneas virtuales No-Go
Las líneas virtuales No-Go establecen límites, para restringir los movimientos de la unidad a las áreas de limpieza deseadas.

### Recargar rápida
La batería de Litio de 2000 mAh dura mucho tiempo, los suficiente como para limpiar una casa grande de 200 m² (aproximadamente 100 minutos).
Tiempo de carga regular es de 5 a 6 horas.
La recarga rápida permite a la unidad calcular la forma más corta de recargar (ruta de acceso directo) y cargar solo lo necesario, para que termine más rápidamente (reanudación automática de la limpieza).

### Forma de D

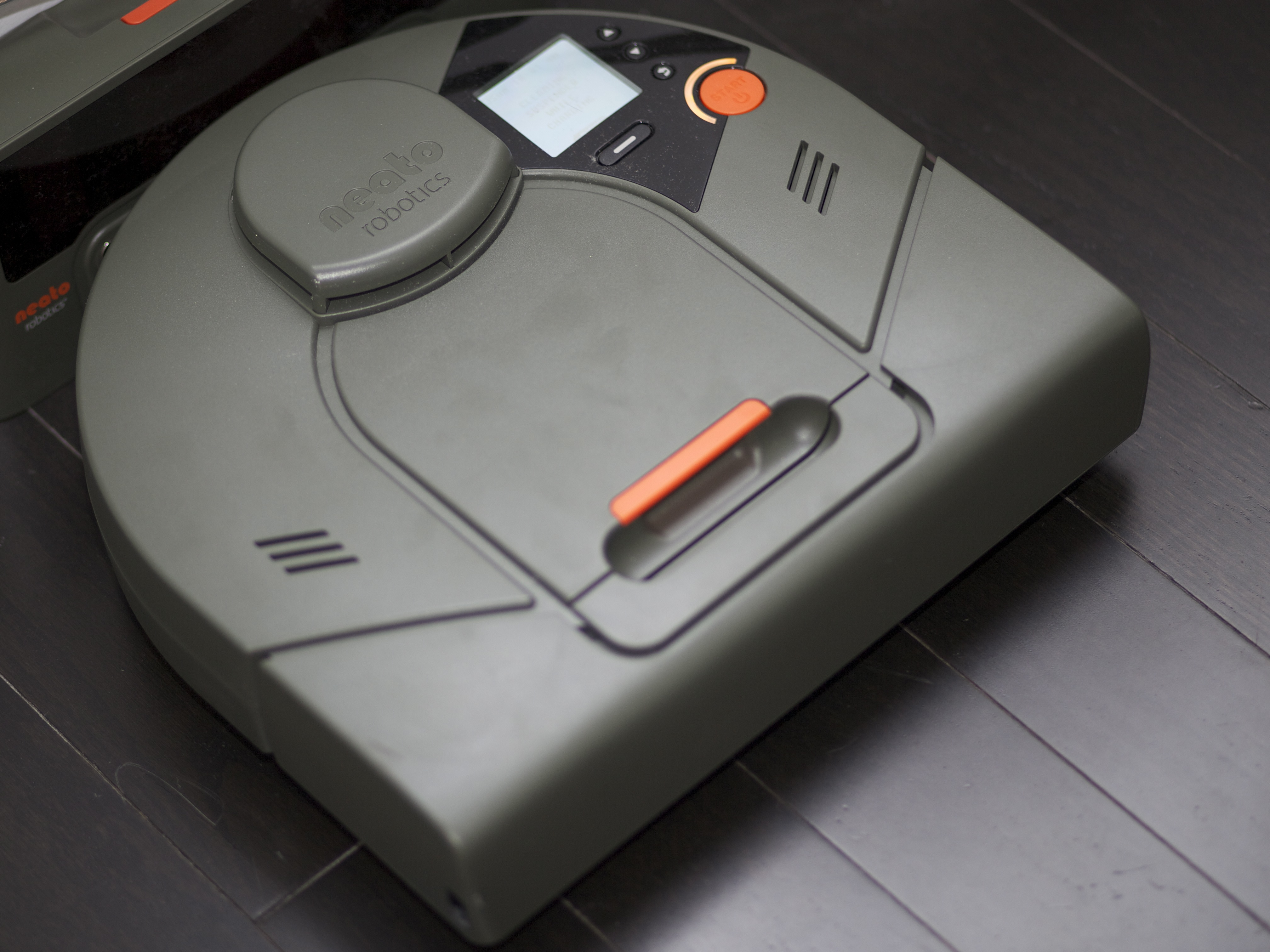
Robot aspirador con forma de D

Un diseño en forma de D puede ayudar a capturar la suciedad en las esquinas y en las paredes mejor que algunas unidades redondas.

### Programa
Limpieza diaria programada. Todos los horarios significa que se puede programar una semana completa de diferentes horarios diarios.

### Conexión vía aplicaciones
Algunos modelos permiten el control de la unidad mediante una aplicación a través de una conexión Wifi, desde su teléfono inteligente o dispositivo de domótica conectado, por ejemplo: Alexa y el Asistente de Google

### Actualizaciones de software
Algunas unidades son capaces de recibir actualizaciones de firmware.